# Honda CB 200-serie
De Honda CB 200-serie is een kleine serie van lichte motorfietsen die Honda produceerde van 1973 tot 1977. Behalve de Honda CB 200 toermotorfiets omvat deze serie ook de gerelateerde Honda CL 200 scrambler.

## Voorgeschiedenis
Honda had in 1968 de C 175-serie en in 1970 de C 100-serie op de markt gebracht. Deze series leverden feitelijk elkaars zustermodellen van 100- en 175 cc, in een periode dat Honda de overschakeling van plaatframes naar buisframes afrondde. Daarnaast bestond al vanaf 1968 ook al de CB 125-serie, die in 1973 zowel eencilinders (CB 125 S, SL 125, CL 125 S en TL 125) als tweecilinders (CB 125 B6) kende.
De 100cc-scramblers en offroadmotoren gingen in 1973 uit productie, evenals de Honda CL 175 en de Honda CB 175. De 125cc-serie bleef in productie en werd zelfs vernieuwd en in plaats van de 175cc-modellen kwam de CB 200-serie, tegelijk met meer nieuwe modellen: de Honda CB 250 en de Honda CB 360.

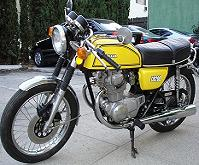
Honda CB 200 in Parakeet Yellow uit 1976

## 1973-1977, Honda CB 200
De Honda CB 200 werd het zustermodel van de CB 125. Er waren grote overeenkomsten, zowel motorisch als bij het rijwielgedeelte. Beide modellen kregen in 1973 ook een wat hoekige tank in twee kleuren, zwarte zijdeksels, elektrische richtingaanwijzers en een startmotor. De bekendste eigenschappen zijn de mechanische voorrem en de zwarte “padding” bovenop de tank

### Motor
Beide kleine modellen hadden een luchtgekoelde staande paralleltwin met een enkele bovenliggende nokkenas die door een ketting tussen beide cilinders werd aangedreven. Bij beide kleine modellen helden de cilinders 8° voorover, bij de zwaardere modellen stonden ze rechtop. Beide kleine modellen hadden ook een slag van 41 mm, maar bij de CB 200 was de boring groter dan bij de CB 125: 55,5 i.p.v. 44 mm.

### Aandrijving
De krukas dreef via tandwielen de meervoudige natte platenkoppeling aan. Daarachter zat een vijfversnellingsbak. De secundaire aandrijving verliep via een ketting.

### Rijwielgedeelte
De CB200 heeft een gecombineerd plaat/buisframe, of zoals in de eerste advertenties van Honda staat, “Semi-Double Cradle Tubular/Pressed Steel frame.
De bovenzijde (onder de tank en het zadel) bestaat uit een plaatframegedeelte waaraan bij het balhoofd met buizen een semi-dubbel wiegframe is gelast. Achter het motorblok is het wiegframe aan een plaatstalen U-vormig lichtelijk schuin omhoog lopende constructie gelast, welke bovenaan weer aan het plaatframe is gelast. Deze constructie zorgt in combinatie met een gemonteerde motorblok voor een zeer stijf frame.
Aan de voorzijde telescoopvering, achter dubbele veren/schokabsorbers.
In eerste instantie kreeg de CB200 een '2 leading'-remtrommel in het voorwiel, maar deze werd al snel vervangen door een mechanisch bediende schijfrem. In het achterwiel bevindt zich een 'leading/trailing' remtrommel.
Banden
voor 2.75-18
achter 3.00-18

### 1973-1974, CB 200 K0
De CB 200 K0 werd in 1973 en 1974 geleverd in de kleuren Tahitian Red en Muscat Green Metallic. De tankflanken waren zwart met een smalle witte bies met in wit het merk "Honda". Boven op de tank zat een zwarte rubberen band. Het "CB 200"-logo op de zijdeksels was wit. Het koplamphuis was zwart en de spatborden waren verchroomd.

### 1975, CB 200 T
De CB 200 T (ook wel: CB 200 T0) uit 1975 werd geleverd in Candy Gold Metallic en Custom Silver Metallic. Zowel de tank als de zijdeksels hadden een van deze hoofdkleuren, met op de tank een dunne, zwarte bies en het merk "Honda" in wit. Het "CB 200 T"-logo op de zijdeksels was wit en geel.

### 1976-1977, CB 200 '76
De CB 200 uit 1976 werd geleverd in Parakeet Yellow met zwart en Shiny Orange met zwart. De tank had een van deze hoofdkleuren, de tankflanken waren zwart. Het "CB 200"-logo op de zijdeksels was wit en geel. De machine bleef ook in 1977 nog in productie, maar daarna stopte Honda met de 200cc-klasse tot in 1980 de CM 200 T op de markt kwam.

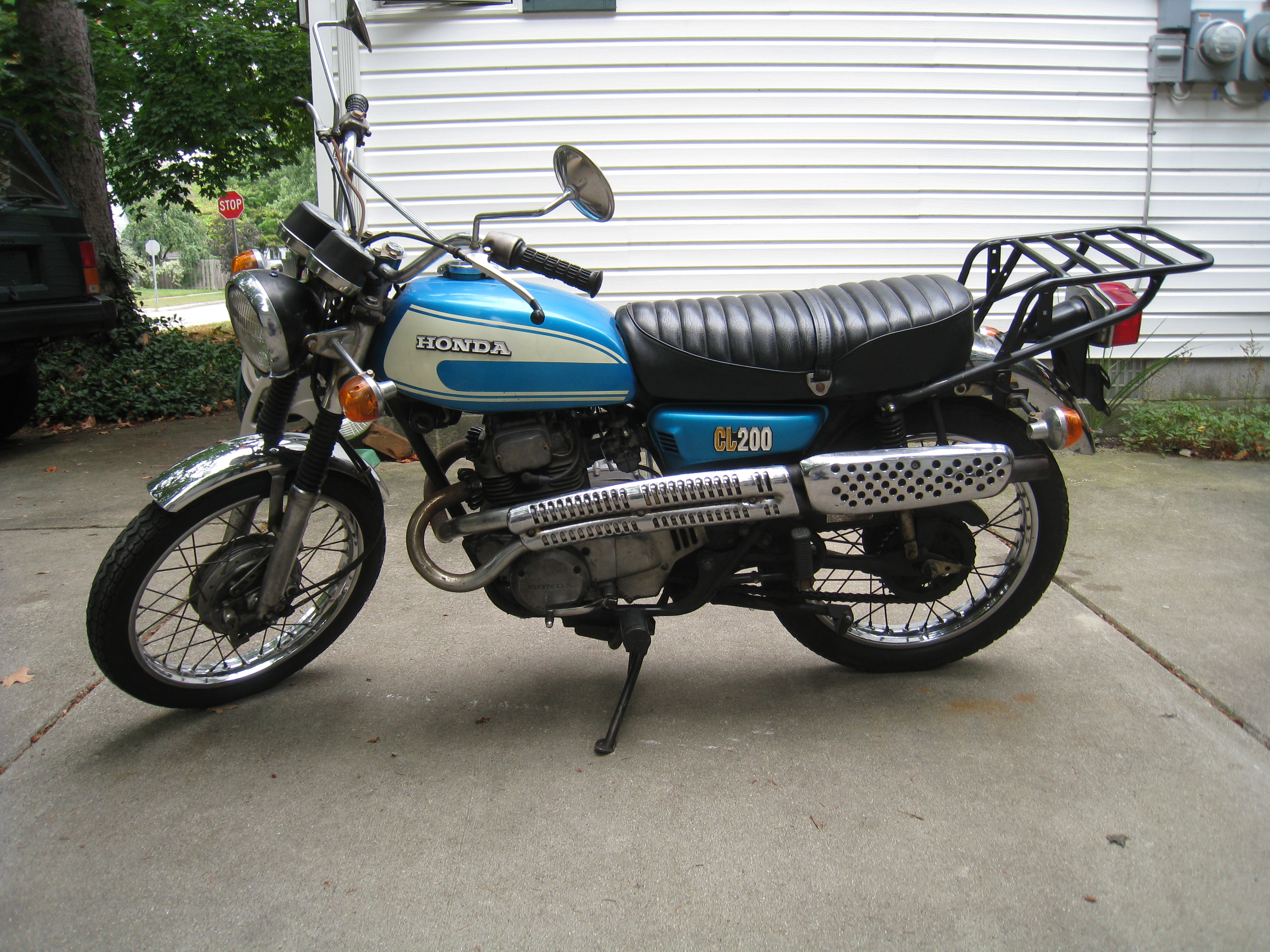
Honda CL 200 uit 1974

## 1974, CL 200
De CL 200 uit 1974 was de laatste van een serie lichte scramblers, die was begonnen met de CL 160 in 1966. Zoals alle scramblers was de CL 200 rechtstreeks afgeleid van de toermachine, in dit geval de CB 200. Er waren wat uiterlijke verschillen. De two-tone tank was veel speelser gekleurd in wit met Candy Riviera Blue. De zijdeksels waren ook blauw. Het "CL 200"-logo op de zijdeksels was geel en wit. Het belangrijkste verschil vormden de swept back pipes, beide uitlaten die omhoog bogen naar de linkerkant van de motorfiets en waren afgedekt met verchroomde hitteschilden om de benen van rijder en duopassagier te beschermen. De CL 200 bleef echter slechts één jaar in productie. Honda leverde toen al echte offroadmotoren, zoals de eencilinder XL 250, die een veel groter publiek aanspraken, mede omdat ze met de moderne vierklepstechniek meer vermogen leverden.

## Technische gegevens
| Honda                  | CB 200                             | CL 200                             | CB 200 T                           |          |
| ---------------------- | ---------------------------------- | ---------------------------------- | ---------------------------------- | -------- |
| Periode                | 1973-1977                          | 1974                               | 1975                               |          |
| Categorie              | Toer                               | Scrambler                          | Toer                               |          |
| Motortype              | OHC                                | OHC                                | OHC                                |          |
| Bouwwijze              | Luchtgekoelde staande paralleltwin | Luchtgekoelde staande paralleltwin | Luchtgekoelde staande paralleltwin |          |
| Boring                 | 55,5 mm                            | 55,5 mm                            | 55,5 mm                            |          |
| Slag                   | 41 mm                              | 41 mm                              | 41 mm                              |          |
| Cilinderinhoud         | 198,4 cc                           | 198,4 cc                           | 198,4 cc                           |          |
| Carburateur(s)         | 2 × Keihin                         | 2 × Keihin                         | 2 × Keihin                         |          |
| Smeersysteem           | Wet-sump                           | Wet-sump                           | Wet-sump                           |          |
| Compressieverhouding   | 9:1                                | 9:1                                | 9:1                                |          |
| Max. Vermogen          | 17 pk bij 9.000 tpm                | 17 pk bij 9.000 tpm                | 17 pk bij 9.000 tpm                |          |
| Topsnelheid            | Onbekend                           | Onbekend                           | Onbekend                           |          |
| Primaire aandrijving   | Tandwielen                         | Tandwielen                         | Tandwielen                         |          |
| Koppeling              | Meervoudige natte plaat            | Meervoudige natte plaat            | Meervoudige natte plaat            |          |
| Versnellingen          | 5                                  | 5                                  | 5                                  |          |
| Secundaire aandrijving | Ketting                            | Ketting                            | Ketting                            |          |
| Rijwielgedeelte        | Semi-dubbel wiegframe              | Semi-dubbel wiegframe              | Semi-dubbel wiegframe              |          |
| Voorvork               | Telescoopvork                      | Telescoopvork                      | Telescoopvork                      |          |
| Achtervork             | Swingarm                           | Swingarm                           | Swingarm                           |          |
| Remmen                 | Trommelremmen                      | Trommelremmen                      | Trommelremmen                      |          |
| Tankinhoud             | 9 liter liter                      | Onbekend                           | Onbekend                           | Onbekend |
| Droog gewicht          | 132 kg                             | Onbekend                           | Onbekend                           | Onbekend |